# Far Beyond Driven
Far Beyond Driven је седми студијски албум америчког хеви метал састава Пантера, објављен 15. марта 1994. године. Издавачка кућа је Eastwest Records. 
Одмах по објави албум је ушао на прво место Билбордове топ-листе, и сматран је једним од најекстремнијих албума који су успели у томе.
Албум садржи обраду песме „Planet Caravan“ групе Black Sabbath.

## Листа песама
1. „-{Strength Beyond Strength“ - 3:39
2. „Becoming“ - 3:05
3. „5 Minutes Alone“ - 5:50
4. „I'm Broken“ - 4:25
5. „Good Friends and a Bottle of Pills“ - 2:54
6. „Hard Lines, Sunken Cheeks“ - 7:01
7. „Slaughtered“ - 3:57
8. „25 Years“ - 6:06
9. „Shedding Skin“ - 5:37
10. „Use My Third Arm“ - 4:52
11. „Throes of Rejection“ - 5:01
12. „Planet Caravan}-“ - 4:04